# 鲍里斯拉娃·佩里奇
鲍里斯拉娃·佩里奇（1972年6月16日—），塞尔维亚女子乒乓球运动员。她曾代表塞尔维亚参加2008年、2012年、2016年和2020年夏季残疾人奥林匹克运动会乒乓球比赛，获得一枚金牌和三枚银牌。